# Георги Финдрин
Георги Финдрин е български книжар и революционер.

## Биография
Георги Финдрин е роден в Мехомия, тогава в Османската империя, днес в България. Учи в родния си град и училището в Рилския манастир. Става пътуващ книжар, разнасяйки учебна литература.
През 1876 година участва в подготовката на Априлското въстание в Разлога. Използвайки честите си пътувания до Пловдив при Христо Г. Данов за учебници, Финдрин става куриер на организацията. Разнася революционни материали от Любен Каравелов и БРЦК, които взима от Русе. През 1882 година е арестуван от османските власти при Разложката учителска афера и осъден на заточение в град Адана, Мала Азия. Успява да избяга, но е заловен и отново осъден. Освободен е срещу голям откуп.
Установява се в град Дупница, където открива хан и гостилница. По-късно окончателно се заселва в село Чепино, където почива през 1913 година.
Името му носи улица в Разлог.